# Kamen Rider Ex-Aid
 (août 2025).
La mise en forme du texte ne suit pas les recommandations de Wikipédia : il faut le « wikifier ».
Les points d'amélioration suivants sont les cas les plus fréquents. Le détail des points à revoir est peut-être précisé sur la page de discussion.
- Les titres sont pré-formatés par le logiciel. Ils ne sont ni en capitales, ni en gras.
- Le texte ne doit pas être écrit en capitales (les noms de famille non plus), ni en gras, ni en italique, ni en « petit »…
- Le gras n'est utilisé que pour surligner le titre de l'article dans l'introduction, une seule fois.
- L'italique est rarement utilisé : mots en langue étrangère, titres d'œuvres, noms de bateaux, etc.
- Les citations ne sont pas en italique mais en corps de texte normal. Elles sont entourées par des guillemets français : « et ».
- Les listes à puces sont à éviter, des paragraphes rédigés étant largement préférés. Les tableaux sont à réserver à la présentation de données structurées (résultats, etc.).
- Les appels de note de bas de page (petits chiffres en exposant, introduits par l'outil «  Source ») sont à placer entre la fin de phrase et le point final[comme ça].
- Les liens internes (vers d'autres articles de Wikipédia) sont à choisir avec parcimonie. Créez des liens vers des articles approfondissant le sujet. Les termes génériques sans rapport avec le sujet sont à éviter, ainsi que les répétitions de liens vers un même terme.
- Les liens externes sont à placer uniquement dans une section « Liens externes », à la fin de l'article. Ces liens sont à choisir avec parcimonie suivant les règles définies. Si un lien sert de source à l'article, son insertion dans le texte est à faire par les notes de bas de page.
- La présentation des références doit suivre les conventions bibliographiques. Il est recommandé d'utiliser les modèles {{Ouvrage}}, {{Chapitre}}, {{Article}}, {{Lien web}} et/ou {{Bibliographie}}. Le mode d'édition visuel peut mettre en forme automatiquement les références.
- Insérer une infobox (cadre d'informations à droite) n'est pas obligatoire pour parachever la mise en page.

Pour une aide détaillée, merci de consulter Aide:Wikification.
Si vous pensez que ces points ont été résolus, vous pouvez retirer ce bandeau et améliorer la mise en forme d'un autre article.
Kamen Rider Ex-Aid (仮面ライダーエグゼイド, Kamen Raidā Eguzeido) est une série télévisée japonaise de type Tokusatsu. Elle est la vingt-septième série de la franchise et la dix-huitième de l'ère Heisei. Ex-Aid a pour thème les jeux vidéos et le milieu hospitalier.

## Résumé
Il y a 5 ans, un nouveau type de virus, nommé Virus Bugster, a infecté l'humanité et les a transformés en créatures appelées Bugsters. À l'heure actuelle, Emu Hōjō, un stagiaire en médecine et un joueur de génie, reçoit le Gamer Driver et le Gashat Mighty Action X pour se transformer en Kamen Rider Ex-Aid. Avec plusieurs autres Kamen Riders, Emu doit rivaliser pour sauver des personnes du virus Bugster et devenir le «super docteur» qui sauvera l'humanité !

## Personnages

### Hôpital Universitaire de Seito

#### Emu Hojo
Emu Hōjō (宝生 永夢, Hōjō Emu) , surnommé M dans le milieu du jeu vidéo est un jeune stagiaire de en pédiatrie à l’hôpital de Seito et spécialisé dans les jeux vidéo. Il a été inspiré pour devenir médecin après avoir reçu une intervention chirurgicale spéciale de Kyotaro Hinata dans son enfance. Asuna lui donnera un Gamer Driver et le Mighty Action X Gashat pour qu’il se transforme en Kamen Rider Ex-Aid (仮面ライダーエグゼイド, Kamen Raidā Eguzeido) et élimine les virus des Bugsters.

##### Formes
- Action Gamer Level 1 (アクションゲーマーレベル1, Akushion Gēmā Reberu Wan?, littéralement Action Gamer Niveau 1)[1] : Il s'agit de la forme par défaut d'Ex-Aid s'il insère simplement le Mighty Action X Gashat dans le Gamer Driver. Comme tous les Level 1, il est super deformed.
- Action Gamer Level 2 (アクションゲーマーレベル2, Akushion Gēmā Reberu Tsū?) : Il s'agit de la forme par défaut d'Ex-Aid s'il insère le Mighty Action X Gashat dans le Gamer Driver et en tirant le levier sur le Gamer Driver. Cette forme s'inspire des jeux de plate-formes.
- Robot Action Gamer Level 3 (ロボットアクションゲーマーレベル3, Robotto Akushon Gēma Reberu Surī?): Il s'agit de la forme d'Ex-Aid s'il insère le Mighty Action X Gashat et le Gekitotsu Robots Gashat dans le Gamer Driver et en tirant le levier sur le Gamer Driver. Le Robo Gamer devient une armure pour Ex-Aid. Cette forme s'inspire des jeux de combat de robot.
- Hunter Action Game Level 5 (Full Dragon) (ハンターアクションゲーマーレベル5 (フルドラゴン), Hantā Akushon Gēmā Reberu Faibu (Furu Doragon)?) : Il s'agit de la forme améliorée d'Ex-Aid s'il insère le Mighty Action X Gashat et le Drago Knight Hunter Z Gashat dans le Gamer Driver et en tirant le levier sur le Gamer Driver. Le Hunter Gamer devient une armure pour Ex-Aid. Cette forme peut facilement résister à un coup direct de l'épée du dragon noir de Dark Graphite, une attaque puissante qui fut assez forte pour vaincre 2 Riders en Level 3. Cependant, au cours de sa première utilisation, la puissance écrasante de cette forme d'Ex-Aid fait qu'il devient fou furieux, attaquant alliés comme ennemis, avant que la transformation s'arrête d'elle-même et en laissant Emu épuisé. Plus tard, Ex-Aid a pu contrôler cette forme avec de la volonté et en ayant confiance en lui, tout en mettant son endurance à l'épreuve. Cette forme s'inspire des jeux de chasse aux monstres.
- Hunter Action Gamer Level 5 (Dragon Fang) (ハンターアクションゲーマーレベル5 (ドラゴンファング), Hantā Akushon Gēmā Reberu Faibu (Doragon Fangu)?) : Il s'agit de la forme d'Ex-Aid s'il insère le Mighty Action X Gashat et le Drago Knight Hunter Z Gashat dans le Gamer Driver et en tirant le levier sur le Gamer Driver. Cette forme est acquise lorsque les quatre Riders médecins (Ex-Aid, Brave, Snipe et Lazer) sont réunis et que le Drago Knight Hunter Z Gashat est activé, ce qui le fait divise en 4 Gashats permettant à chaque Rider d'en utiliser un pour coopérer dans le jeu. Ex-Aid garde la tête et la queue de Hunter Gamer. En conséquence, tous les Riders impliqués sont plus forts que s'ils utilisaient le Gashat seul, et il n'y a aucune crainte de perdre le contrôle de sa puissance. De plus, tous les Riders impliqués ont des statistiques physiques identiques, ce qui les rend égales.
- Double Action Gamer Level X (ダブルアクションゲーマーレベルX, Daburu Akushion Gēmā Reberu Ten?, lit. "Double Action Gamer Level 10") : Il s'agit de la forme évoluée d'Ex-Aid s'il insère le Mighty Brothers XX Gashat dans le Gamer Driver et en tirant une seule fois le levier sur le Gamer Driver. Il est au niveau 10. Comme les Level 1, il est super deformed. Comparé à ses autres formes, Ex-Aid a des statistiques bien supérieures sous cette forme, comme le montre lorsqu'il est capable d'endommager facilement Genm Zombie Gamer Level X, ce que ni les Kamen Riders de niveau 3 ni même de niveau 5 ne pourraient faire. Il peut utiliser le Gashacon Key Slasher sous cette forme. La Rider Jauge doit être au-dessus d'une barre de santé pour que le niveau X se divise en niveau XX.
- Double Action Gamer Level XX (ダブルアクションゲーマーレベルXX, Daburu Akushion Gēmā Reberu Tsuentī?, lit. "Double Action Gamer Level 20") : Il s'agit de la forme évoluée d'Ex-Aid s'il insère le Mighty Brothers XX Gashat dans le Gamer Driver et en fermant et en rouvrant le levier sur le Gamer Driver. Ex-Aid Double Action Level X se divise en 2 personnes : Ex-Aid XX L de couleur azur et Ex-Aid XX R de couleur orange. Ex-Aid XX L est le médecin Hojo Emu et est relativement calme et donne la priorité à la sécurité du patient alors que son homologue, Ex-Aid XX R est le joueur M et est arrogant et privilégie le combat contre un ennemi pour assurer la victoire. Quand les objectifs des deux personnalités sont synchronisés, Ex-Aid peut effectuer diverses attaques conjointes exceptionnelles.
- Maximum| Gamer Level 99 (マキシマムゲーマーレベル99, Makishimamu Gēmā Reberu Nainti Nain?) : Il s'agit de la forme évoluée d'Ex-Aid s'il insère le Maximum Mighty X Gashat dans le Gamer Driver et en tirant le levier sur le Gamer Driver,(provoquant la transformation d'Ex-Aid en Action Gamer Level 2 s'il n'est pas déjà dans cette forme), puis en appuyant sur le bouton sur le dessus du Gashat pour combiner avec le Maximum Gamer, un mecha en forme de tête d'Ex-Aid. Cette forme a également la capacité de réécrire le codage Bugster via les Knuckles et les Boots, lui permettant de supprimer la compatibilité d'un Rider ou certains des pouvoirs de son ennemi, Rider ou Bugster. Cette forme a une variété de capacités différentes. Le Maximum Gamer peut voler, tirer des lasers depuis ses yeux et étirer considérablement ses membres. Ex-Aid est également capable de s'éjecter du Maximum Gamer sous la forme d'Action Gamer, conservant le niveau 99 mais gagnant plus d'agilité. Pendant ce temps, le Maximum Gamer entre dans une sorte d'état de pilote automatique, mais l'étendue de ses capacités de combat indépendantes est inconnue.
- Muteki Gamer (ムテキゲーマー, Muteki Gēmā?, lit. Invincible Gamer) : Il s'agit de la forme finale d'Ex-Aid s'il insère le Maximum Mighty X Gashat dans le Gamer Driver et en tirant le levier sur le Gamer Driver, puis en appuyant sur le bouton sur le dessus du Gashat pour combiner avec le Maximum Gamer, un mecha en forme de tête d'Ex-Aid et l'Hyper Muteki Gashat sur le Gamer Driver puis en appuyant dessus, Emu se transforme en Ex-Aid Muteki Gamer. En raison du fait que Muteki Gamer est conçu pour être " invincible ", Ex-Aid Muteki Gamer dépasse la puissance de tous les Riders de la série,y compris Cronus, qui était auparavant le Rider le plus puissant de la série et sa vitesse de course maximale étant maintenant plus du double de la vitesse du son. Sous cette forme, Emu peut se déformer pour éviter les dommages et est immunisé contre les effets de statut négatifs et à la capacité «Pause» de Cronus. Contrairement au "Mode Muteki" obtenu par d'autres Riders utilisant Hyper Muteki, Muteki Gamer est une transformation complète, sans limitation de capacités et de durée.

#### Poppy Pipopapo
Poppy Pipopapo (ポッピーピポパポ, Poppī Pipopapo) / Asuna Karino (仮野 明日那, Karino Asuna) est infirmière à l’hôpital universitaire de Seito, elle travaille aussi pour la Genm Corp et expliquera à Emu comment fonctionne le Gamer Driver.

#### Hiiro Kagami
Hiiro Kagami (鏡 飛彩, Kagami Hiiro) est un chirurgien responsable revenu des Etats-Unis pouvant se transformer en Kamen Rider Brave (仮面ライダーブレイブ, Kamen Raidā Bureibu) avec un Gamer Driver et le Taddle Quest Gashat. Étant un prodige dans le domaine médical, Hiiro est initialement passivement hostile envers Emu en raison de leurs croyances différentes, mais a grandi à respecter le stagiaire au fil du temps au point qu'il adopte lui-même certaines des croyances d'Emu. Bien qu'il paraisse insensible, il se soucie des autres, même Emu avant que le stagiaire ne gagne son respect.

##### Formes
- Quest Gamer Level 1 (クエストゲーマーレベル1, Kuesuto Gēmā Reberu Wan?, littéralement Quest Gamer Niveau 1) : Il s'agit de la forme par défaut de Brave s'il insère simplement le Taddle Quest Gashat dans le Gamer Driver. Comme tous les Level 1, il est super deformed.
- Quest Gamer Level 2 (クエストゲーマーレベル2, Kuesuto Gēmā Reberu Tsū?) : Il s'agit de la forme par défaut de Brave s'il insère le Taddle Quest Gashat dans le Gamer Driver et en tirant le levier sur le Gamer Driver. Cette forme s'inspire des RPG médiévaux, Brave est littéralement un chevalier. Il est armé du Gashascon Sword.
- Beat Quest Gamer Level 3 (ビートクエストゲーマーレベル3, Bīto Kuesuto Gēmā Reberu Surī?) : Il s'agit de la forme de Brave s'il insère le Taddle Quest Gashat et le Doremifa Beat Gashat dans le Gamer Driver et en tirant le levier sur le Gamer Driver. Le Beat Gamer devient une armure pour Brave. Cette forme s'inspire des jeux de rythme.
- Hunter Quest Gamer Level 5 (Dragon Blade) (ハンタークエストゲーマーレベル5 (ドラゴンブレード, Hantā Kuesuto Gēmā Reberu Faibu (Doragon Burēdo)?) : Il s'agit de la forme de Brave s'il insère le Taddle Quest Gashat et le Drago Knight Hunter Z Gashat dans le Gamer Driver et en tirant le levier sur le Gamer Driver. Cette forme est acquise lorsque les quatre Riders médecins (Ex-Aid, Brave, Snipe et Lazer) sont réunis et que le Drago Knight Hunter Z Gashat est activé, ce qui le fait divise en 4 Gashats permettant à chaque Rider d'en utiliser un pour coopérer dans le jeu. Brave garde le bras droit en forme de lame de Hunter Gamer. En conséquence, tous les Riders impliqués sont plus forts que s'ils utilisaient le Gashat seul, et il n'y a aucune crainte de perdre le contrôle de sa puissance. De plus, tous les Riders impliqués ont des statistiques physiques identiques, ce qui les rend égales.
- Hunter Quest Gamer Level 5 (Full Dragon) (ハンターアクションゲーマーレベル5 (フルドラゴン), Hantā Akushon Gēmā Reberu Faibu (Furu Doragon)?) : Il s'agit de la forme de Brave s'il insère le Taddle Quest Gashat et le Drago Knight Hunter Z Gashat dans le Gamer Driver et en tirant le levier sur le Gamer Driver. Comme Ex-Aid a maîtrisé le Hunter Gamer, Brave est capable à contrôler cette forme sans devenir fou furieux.
- Fantasy Game Level 50 (ファンタジーゲーマーレベル50, Fantajī Gēmā Reberu Fifuti?) : ll s'agit de la forme évoluée de Brave accessible en utilisant le côté Taddle Fantasy du Gashat Gear Dual β dans le Gamer Driver et en tirant le levier sur le Gamer Driver. Sous cette forme, le Fantasy Gamer fusionne avec Brave, faisant partie de son armure. Sous cette forme, Brave dispose de la télékinésie et peut léviter. Il peut utiliser sa cape pour se protéger des attaques mais aussi attaquer. Il peut invoquer des sbires Bugsters qui lui servent de soldats.
- Legacy Gamer Level 100 (レガシーゲーマーレベル100, Regashī Gēmā Reberu Handoreddo?) : ll s'agit de la forme finale de Brave accessible en utilisant le Taddle Legacy Gashat dans le Gamer Driver et en tirant le levier sur le Gamer Driver. Sous cette forme, le Legacy Gamer fusionne avec Brave, faisant partie de son armure. Sous cette forme, Brave peut également créer des flèches d'énergie autour de lui pour attaquer son ennemi mais dispose aussi du pouvoir de guérison et peut absorber les attaques de projectiles.

#### Haima Kagami
Haima Kagami (鏡 灰馬, Kagami Haima) est le directeur de l’Hôpital Universitaire de Seito et père de Hiro.

#### Kiriya Kujo
Kiriya Kujō (九条 貴利矢, Kujō Kiriya) est un médecin légiste qui se transforme en Kamen Rider Lazer (仮面ライダーレーザー, Kamen Raidā Rēzā) avec un Gamer Driver et le Bakusou Bike Gashat. N'ayant pas de forme humanoïde, il servira de moto à Ex-Aid. 

##### Formes

###### Kamen Rider Lazer
- Bike Gamer Level 1 (バイクゲーマーレベル1, Baiku Gēmā Reberu Wan?) : Il s'agit de la forme par défaut de Lazer s'il insère simplement le Bakusou Bike Gashat dans le Gamer Driver. Comme tous les Level 1, il est super deformed.
- Bike Gamer Level 2 (バイクゲーマーレベル2, Baiku Gēmā Reberu Tsū?) : Il s'agit de la forme par défaut de Lazer s'il insère le Bakusou Bike Gashat dans le Gamer Driver et en tirant le levier sur le Gamer Driver. Contrairement aux autres Riders, le Level 2 de Lazer donne la forme d'une moto. Lazer a donc besoin d'un autre Rider pour atteindre son plein potentiel. Cependant, il a un certain contrôle par lui-même, étant capable de conduire sans passager à bord.
- Chambara Bike Gamer Level 3 (チャンバラバイクゲーマーレベル3, Chanbara Baiku Gēmā Reberu Surī?) : Il s'agit de la forme de Lazer s'il insère le Bakusou Bike Gashat et le GiriGiri Chambara Gashat dans le Gamer Driver et en tirant le levier sur le Gamer Driver. Le Chambara Gamer fusionne avec Lazer et lui donne une forme humanoïde. Cette forme s'inspire des jeux hack n' slash sur les samouraïs.
- Hunter Bike Gamer Level 5 (Dragon Claw) (ハンターバイクゲーマーレベル5 (ドラゴンクロー), Hantā Baiku Gēmā Reberu Faibu (Doragon Kurō)?) : Il s'agit de la forme de Lazer s'il insère le Bakusou Bike Gashat et le Drago Knight Hunter Z Gashat dans le Gamer Driver et en tirant le levier sur le Gamer Driver. Cette forme est acquise lorsque les quatre Riders médecins (Ex-Aid, Brave, Snipe et Lazer) sont réunis et que le Drago Knight Hunter Z Gashat est activé, ce qui le fait divise en 4 Gashats permettant à chaque Rider d'en utiliser un pour coopérer dans le jeu. Lazer obtient les bras de Hunter Gamer. En conséquence, tous les Riders impliqués sont plus forts que s'ils utilisaient le Gashat seul, et il n'y a aucune crainte de perdre le contrôle de sa puissance. De plus, tous les Riders impliqués ont des statistiques physiques identiques, ce qui les rend égales.

###### Kamen Rider Lazer Turbo
- Bike Gamer Level 0 (バイクゲーマーレベル0, Baiku Gēmā Reberu Zero?) : Il s'agit de la forme par défaut de Lazer Turbo s'il insère le Bakusou Bike Gashat dans le Gamer Driver et en tirant le levier sur le Gamer Driver. Il a une forme humanoïde. Tout comme Genm Level 0, Lazer Turbo a également la capacité d'annuler le virus Bugster.

### Taiga Hanaya
Taiga Hanaya (花家 大我, Hanaya Taiga) est un radiologue sans licence qui ne recule devant rien pour gagner et qui se transforme en Kamen Rider Snipe (仮面ライダースナイプ, Kamen Raidā Sunaipu) avec un Gamer Driver et le Bang Bang Shooting Gashat.

#### Formes

##### Kamen Rider Snipe
- Shooting Gamer Level 1 (Proto) (シューティングゲーマーレベル1 (プロト), Shūtingu Gēmā Reberu Wan (Puroto)?) : Il s'agit de la forme par défaut de Snipe s'il insère simplement le Proto Bang Bang Shooting Gashat dans le Gamer Driver. Comme tous les Level 1, il est super deformed.
- Shooting Gamer Level 1 (シューティングゲーマーレベル1, Shūtingu Gēmā Reberu Wan?) : Il s'agit de la forme par défaut de Snipe s'il insère simplement le Bang Bang Shooting Gashat dans le Gamer Driver. Comme tous les Level 1, il est super deformed.
- Shooting Gamer Level 2 (シューティングゲーマーレベル2, Shūtingu Gēmā Reberu Tsū?) : Il s'agit de la forme par défaut de Snipe s'il insère le Bang Bang Shooting Gashat dans le Gamer Driver et en tirant le levier sur le Gamer Driver. Il est basé sur les FPS.
- Combat Shooting Gamer Level 3 (コンバットシューティングゲーマーレベル3, Konbatto Gēmā Reberu Surī?) : Il s'agit de la forme de Snipe quand il insère le Bang Bang Shooting Gashat et le Jet Combat Gashat dans le Gamer Driver et en tirant le levier sur le Gamer Driver. Le Combat Gamer devient une armure pour Snipe et lui permet de voler.
- Hunter Shooting Gamer Level 5 (Dragon Gun) (ハンターシューティングゲーマーレベル5 (ドラゴンガン), Hantā Shūtingu Gēmā Reberu Faibu (Doragon Gan)?) : Il s'agit de la forme de Snipe quand il insère le Bang Bang Shooting Gashat et le Drago Knight Hunter Z Gashat dans le Gamer Driver et en tirant le levier sur le Gamer Driver. Cette forme est acquise lorsque les quatre Riders médecins (Ex-Aid, Brave, Snipe et Lazer) sont réunis et que le Drago Knight Hunter Z Gashat est activé, ce qui le fait divise en 4 Gashats permettant à chaque Rider d'en utiliser un pour coopérer dans le jeu. Snipe garde le bras gauche en forme d'arme à feu de Hunter Gamer. En conséquence, tous les Riders impliqués sont plus forts que s'ils utilisaient le Gashat seul, et il n'y a aucune crainte de perdre le contrôle de sa puissance. De plus, tous les Riders impliqués ont des statistiques physiques identiques, ce qui les rend égales.
- Hunter Shooting Gamer Level 5 (Full Dragon) (ハンターシューティングゲーマーレベル5 (フルドラゴン), Hantā Shūtingu Gēmā Reberu Faibu (Furu Doragon)?) : Il s'agit de la forme de Snipe quand il insère le Bang Bang Shooting Gashat et le Drago Knight Hunter Z Gashat dans le Gamer Driver et en tirant le levier sur le Gamer Driver. Comme Ex-Aid a maîtrisé le Hunter Gamer, Snipe est capable à contrôler cette forme sans devenir fou furieux.
- Simulation Gamer Level 50 (シミュレーションゲーマーレベル50, Shimyurēshon Gēmā Reberu Fifuti?) : ll s'agit de la forme finale de Snipe accessible en utilisant le côté Bang Bang Simulations du Gashat Gear Dual β dans le Gamer Driver et en tirant le levier sur le Gamer Driver. Sous cette forme, le Simulation Gamer fusionne avec Snipe, faisant également partie de son armure.

### Genm Corporation

#### Kuroto Dan
Kuroto Dan (檀 黎斗, Dan Kuroto) est le président de la Genm Corporation, il est à l’origine du Rider System développé pour contrer les Bugster.
Il se transforme en Kamen Rider Genm (仮面ライダーゲンム, Kamen Raidā Genmu) avec un Gamer Driver et le Proto Mighty Action X Gashat.

##### Formes
- Action Gamer Level 1 (アクションゲーマーレベル1, Akushion Gēmā Reberu Wan?, littéralement Action Gamer Niveau 1) : Il s'agit de la forme par défaut de Genm s'il insère simplement le Proto Mighty Action X Gashat dans le Gamer Driver. Comme tous les Level 1, il est super deformed.
- Action Gamer Level 2 (アクションゲーマーレベル2, Akushion Gēmā Reberu Tsū?) : Il s'agit de la forme par défaut de Genm s'il insère le Proto Mighty Action X Gashat dans le Gamer Driver et en tirant le levier sur le Gamer Driver. Cette forme s'inspire des jeux de plate-formes.
- Action Gamer Level 2 (アクションゲーマーレベル2, Akushion Gēmā Reberu Tsū?) : Il s'agit de la forme par défaut de Genm s'il insère le Proto Mighty Action X Gashat et le Shakakiri Sports Gashat dans le Gamer Driver et en tirant le levier sur le Gamer Driver.
- Zombie Gamer Level X (ゾンビゲーマーレベルＸ［テン］, Zonbi Gēmā Reberu Ten?) : Il s'agit de la forme par défaut de Genm s'il insère le Dangerous Zombie Gashat dans le Buggle Driver et en appuyant sur le petit bouton rouge du Buggle Driver. La capacité principale de cette forme est l'immortalité. Zombie Gamer peut se remettre immédiatement de toutes les attaques sauf les plus puissantes. Sous cette forme, Genm peut également créer des doublons. Cette forme s'inspire des jeux de type survival horror.
- Action Gamer Level 0 (Proto Origin) (アクションゲーマーレベル0 (プロトオリジン), Akushon Gēmā Reberu Zero (Puroto Orijin)?) : Il s'agit de la forme par défaut de Genm s'il insère le Proto Mighty Action X Origin Gashat dans le Gamer Driver et en tirant le levier sur le Gamer Driver. La capacité spéciale du Level 0 est la neutralisation des capacités de Bugster. En plus de cette forme pouvant annuler certaines capacités de Bugster telles que la possession de l'hôte, Genm peut également rétrograder le niveau d'un Bugster en le touchant. Cette forme accorde également à Kuroto un total de 99 vies, de sorte qu'il est capable de se fournir un Continue chaque fois qu'il reçoit un Game Over, jusqu'à ce que son nombre de vies soit épuisé.
- Zombie Gamer Level X-0 (ゾンビアクションゲーマーレベルX-0, Zonbi Akushon Gēmā Reberu Ekkusu Zero?) : Il s'agit de la forme de Genm s'il insère le Proto Mighty Action X Origin Gashat et le Dangerous Zombie Gashat dans le Gamer Driver et en tirant le levier sur le Gamer Driver. La capacité d'annulation du Level 0 annule les effets secondaires du Dangerous Zombie Gashat dans le Gamer Driver et permet à Kuroto d'user de cette forme. En dépit du fait que cette forme a une apparence identique à Zombie Gamer Level X, la forme Zombie Gamer Level X-0 est bien plus forte. Elle est en revanche démunie d'immortalité.

### Bugsters

#### Parad
Parad (パラド, Parado) est un garçon mystérieux qui envoie les Bugster attaquer les civils. Il travaille aussi avec le Graphite Bugster.

#### Graphite
Graphite (グラファイト, Gurafaito) est un Bugster parfait et un des leaders des Bugsters, aux côtés de Parad. Il est né des données de Drago Knight Hunter Z lorsque son essence virale a infecté Saki Momose, acquérant sa propre forme humaine après avoir terminé sa manifestation. En raison de son rôle dans la mort de Saki, il devient un ennemi à la fois pour Hiiro et Taiga.
Il peut se transformer en Bugster avec un Bugvisor.

## Gashats
Les Gashats sont des cartouches de jeu vidéo utilisés par les docteurs du CR pour se transformer en Kamen Rider avec leur Gamer Driver ou leur Bugvisor.
Il y a cinq types de gashats : 
- Les Gashats simples
- Les Gashats doubles
- Les Gashats Gear Dual
- Les Maximum Mighty X Gashats
- L'Hyper Muteki Gashat

### Jeux des Gashats
- Mighty Action X : C'est un jeu 2D d'action-plate-formes basé sur un personnage Mighty.Son boss est Salty.
- Taddle Quest : C'est un JRPG d'aventure avec des épées et de magie. Son boss est le méchant sorcier Aranbura..
- Bang Bang Shooting : C'est un Shoot'em Up
- Bakusou Bike : C'est un jeu de course de motocyclettes.
- Shakakiri Sports : C'est un jeu de sports extrême.
- Gekitotsu Robots :
- Jet Combat :
- Giri Giri Chambara :
- Drago Knight Hunter Z :
- Kaigan Ghost : C'est un jeu sur Kamen Rider Ghost.
- Dangerous Zombie : C'est un jeu de zombie.
- Mighty Brothers XX :
- Perfect Puzzle :
- Knockout Fighter :
- Juju Burger :
- Taddle Fantasy :
- Bang Bang Simulations :
- Maximum Mighty X :
- Night of Safari :
- Tokimeki Crisis :
- Perfect Knockout :
- Kamen Rider Chronicle :
- Mighty Action X Origin :
- Hyper Muteki :
- Taddle Legacy:
- Doctor Mighty XX :
- Hurricane Ninja :
- Kamen Rider Build :
- Knockout Fighter 2 :
- God Maximum Mighty X :

## Distribution
- Hiroki Iijima (飯島 寛騎, Iijima Hiroki?) : Emu Hōjō (宝生 永夢, Hōjō Emu?) / Kamen Rider Ex-Aid (仮面ライダーエグゼイド, Kamen Raidā Eguzeido?)
- Toshiki Seto (瀬戸 利樹, Seto Toshiki?) : Hiiro Kagami (鏡 飛彩, Kagami Hiiro?) / Kamen Rider Brave (仮面ライダーブレイブ, Kamen Raidā Bureibu?)
- Ukyo Matsumoto (松本 享恭, Matsumoto Ukyō?) : Taiga Hanaya (花家 大我, Hanaya Taiga?) / Kamen Rider Snipe (仮面ライダースナイプ, Kamen Raidā Sunaipu?)
- Tetsuya Iwanaga (岩永 徹也, Iwanaga Tetsuya?) : Kuroto Dan (檀 黎斗, Dan Kuroto?) / Kamen Rider Black Ex-Aid (黒いエグゼイド, Kuroi Eguzeido?) / Kamen Rider Genm (仮面ライダーゲンム, Kamen Raidā Genmu?)
- Ruka Matsuda (松田 るか, Matsuda Ruka?) : Poppy Pipopapo (ポッピーピポパポ, Poppī Pipopapo?) / Asuna Karino (仮野 明日那, Karino Asuna?) / Kamen Rider Poppy (仮面ライダーポッピー, Kamen Raidā Poppī?)
- Hayato Onozuka (小野塚 勇人, Onozuka Hayato?) : Kiriya Kujō (九条 貴利矢, Kujō Kiriya?) / Kamen Rider Lazer (仮面ライダーレーザー, Kamen Raidā Rēzā?)
- Shouma Kai (甲斐 翔真, Kai Shōma?) : Parad (パラド, Parado?) / Kamen Rider Para-DX (仮面ライダーパラドクス, Kamen Raidā Paradokusu?)
- Shouma Machii (町井 祥真, Machii Shōma?) : Graphite (グラファイト, Gurafaito?)
- Reina Kurosaki (黒崎 レイナ, Kurosaki Reina?) : Nico Saiba (西馬 ニコ, Saiba Niko?)
- Shohei Uno (宇野 祥平, Uno Shōhei?) : Tsukuru Koboshi (小星 作, Koboshi Tsukuru?)
- Shinya Kote (小手 伸也, Kote Shinya?) : Ren Amagasaki (天ヶ崎 恋, Amagasaki Ren?) / Lovelica Bugster (ラヴリカバグスター, Ravurika Bagusutā?)
- Hiroyuki Takami (貴水 博之, Takami Hiroyuki?) : Masamune Dan (檀 正宗, Dan Masamune?) / Kamen Rider Cronus (仮面ライダークロノス, Kamen Raidā Kuronosu?)
- Hanamaru Hakata (博多 華丸, Hakata Hanamaru?) : Haima Kagami (鏡 灰馬, Kagami Haima?)
- Hironobu Nomura (野村 宏伸, Nomura Hironobu?) : Kyotaro Hinata (日向 恭太郎, Hinata Kyōtarō?)

## Films
Kamen Rider Ex-Aid fait sa première apparition dans Kamen Rider Ghost: The 100 Eyecons and Ghost's Fated Moment.

### Kamen Rider Heisei Generations
Kamen Rider Heisei Generations: Dr. Pac-Man vs. Ex-Aid & Ghost with Legend Rider (仮面ライダー平成ジェネレーションズ Dr.パックマン対エグゼイド&ゴーストwithレジェンドライダー, Kamen Raidā Heisei Jenerēshonzu Dokutā Pakkuman Tai Eguzeido Ando Gōsuto Wizu Rejendo Raidā), est sortie au Japon le 10 décembre 2016. L'équipe de Kamen Rider Ex-Aid est accompagné de Kamen Rider Ghost, Kamen Rider Drive, Kamen Rider Gaim, et Kamen Rider Wizard dans leur bataille contre un virus basé sur le personnage de jeux vidéo de Bandai Namco Entertainment, Pac-Man. Les événements du film prennent place entre les épisodes 10 et 11.

### Ultra Super Hero Taisen
Un film crossover, nommé Kamen Rider × Super Sentai: Ultra Super Hero Taisen (仮面ライダー×スーパー戦隊 超スーパーヒーロー大戦, Kamen Raidā × Sūpā Sentai Chō Sūpā Hīrō Taisen) mettant en scène les personnages de Kamen Rider Ex-Aid, Kamen Rider Amazon, Uchū Sentai Kyūranger et Dōbutsu Sentai Zyuohger, est sorti au Japon le 25 mars 2017. Ce film célèbre le dixième anniversaire de Kamen Rider Den-O qui apparaît aussi dans ce film. L'apparition du vaisseau spatial Andor Genesis du jeu Xevious, qui est utilisé par les méchants du film, sert aussi à introduire le film exclusif Kamen Rider True Brave joué par l'acteur de Kamen Rider Brave, Toshiki Seto, et le vilain Shocker Great Leader III joué par le chanteur Diamond Yukai. De plus, des acteurs d'anciennes séries de Kamen Rider et Super Sentai, Ryohei Odai (Kamen Rider Ryuki), Gaku Matsumoto (Shuriken Sentai Ninninger), Atsushi Maruyama (Zyuden Sentai Kyoryuger), et Hiroya Matsumoto (Tokumei Sentai Go-Busters) reprennent leur rôle respectif. Les événements du film prennent place entre les épisodes 24 et 25.

### True Ending
Kamen Rider Ex-Aid the Movie: True Ending (劇場版 仮面ライダーエグゼイド トゥルー・エンディング, Gekijōban Kamen Raidā Eguzeido Turū Endingu) est un film dont la première fut joué dans les théâtres japonais le 5 août 2017, avec le film de Uchu Sentai Kyuranger. Les événements du film prennent place quelques jours après l'épisode final de la série principale. Il met en scène en exclusivité Kamen Rider Fuma et ses Ninja-Players, et également une version propre au film de l'antagoniste film de la série, Gamedeus. Le Kamen Rider suivant, Kamen Rider Build fait ses débuts dans True Ending avant son apparition TV au début de l'épisode 44 de Ex-Aid.

### Heisei Generations Final
La sortie du film Kamen Rider Heisei Generations Final: Build & Ex-Aid with Legend Rider (仮面ライダー平成ジェネレーションズ FINAL ビルド&エグゼイドwithレジェンドライダー, Kamen Raidā Heisei Jenerēshonzu Fainaru Birudo Ando Eguzeido Wizu Rejendo Raidā) a été annoncé pour le 9 décembre 2017. En plus des acteurs de Kamen Rider Build et Kamen Rider Ex-Aid, Shu Watanabe et Ryosuke Miura (Kamen Rider OOO), Sōta Fukushi (Kamen Rider Fourze), Gaku Sano (Kamen Rider Gaim) et Shun Nishime (Kamen Rider Ghost) reprennent leur rôle respectif.